# Mikel Merino
Mikel Merino Zazón, né le 22 juin 1996 à Pampelune, est un footballeur international espagnol qui évolue au poste de milieu central à l'Arsenal FC.

## Biographie

### En club
Le 28 juillet 2017, Merino est prêté pour une saison à Newcastle United. Les Magpies lèvent cependant l'option d'achat dès le début de la saison et Merino s'engage pour cinq ans le 13 octobre suivant. Le 21 octobre 2017, il inscrit son premier but avec Newcastle face à Crystal Palace (1-0). Initialement titulaire, Merino perd au fur et à mesure de la saison sa place dans l'équipe-type de Newcastle.
Le 12 août 2018, Merino, convoité également par l'Athletic Club et le Betis, s'engage pour cinq ans avec la Real Sociedad. Le montant du transfert est estimé à près de 12 millions d'euros, soit à cette date le troisième transfert le plus onéreux de l'histoire du club basque,. En juillet 2020, son contrat avec la Real Sociedad est prolongé jusqu'en juin 2025, avec une clause libératoire de 60 millions d'euros. En avril 2021, il joue en étant blessé au dos la finale de la Coupe d'Espagne 2019-2020. Déjà blessé au dos durant son passage à Newcastle, il a des problèmes de dos chroniques qui nécessitent de sa part des exercices de prévention avant chaque effort physique, que ce soit à l'entraînement ou en compétition.
En août 2024, Mikel Merino est transféré à l'Arsenal FC contre une indemnité évaluée à 37 millions d'euros. Il signe un contrat de quatre saisons avec le club anglais. Il se blesse à une épaule durant son premier entraînement et est contraint à une absence des terrains durant plusieurs semaines. Il reprend la compétition en octobre.
D'abord aligné au milieu de terrain, son positionnement évolue à partir de février 2025. Plusieurs attaquants étant blessés, l'entraîneur Mikel Arteta décide d'aligner Merino à la pointe de l'attaque. Il se révèle performant et efficace, inscrivant plusieurs buts dont un lors du quart de finale aller de Ligue des champions remporté 3-0 contre le Real Madrid.

### En équipe nationale
Mikel Merino participe au championnat d'Europe des moins de 19 ans 2015 organisé en Grèce. Lors de la compétition, il inscrit un but face à l'Allemagne. L'Espagne remporte la compétition en battant la Russie.
Le 20 août 2020, Mikel Merino est convoqué pour la première fois en équipe d'Espagne par Luis Enrique. Le 3 septembre 2020, il honore sa première sélection avec la Roja en entrant à l'heure de jeu contre l'Allemagne (1-1).
En 2021, avec l'équipe d'Espagne olympique, il est médaillé d'argent des Jeux olympiques 2020.
En mai 2024, il figure dans une liste élargie de 29 joueurs appelés par Luis de la Fuente pour l'Euro 2024 puis il fait partie de la liste définitive de 26 joueurs publiée le 7 juin,. Il est l'auteur du but victorieux envoyant l'Espagne en 1/2 finale lors des quarts de finales opposant la Roja à l'Allemagne. Il entre en jeu en fin de match lors de la finale remportée 2-1 face à la sélection anglaise et qui sacre la sélection ibérique championne d'Europe pour la quatrième fois de son histoire.
En mai 2025, il fait partie du groupe de 26 joueurs convoqués pour participer à la phase finale de la Ligue des nations.

## Statistiques

### En club
| Saison                | Club                    | Championnat           | Championnat | Championnat | Championnat | Coupe nationale | Coupe nationale | Coupe nationale | Coupe de la Ligue | Coupe de la Ligue | Coupe de la Ligue | Supercoupe | Supercoupe | Supercoupe | Compétition(s) continentale(s) | Compétition(s) continentale(s) | Compétition(s) continentale(s) | Compétition(s) continentale(s) | Plays-off | Plays-off | Plays-off | Total | Total | Total |
| Saison                | Club                    | Division              | M.          | B.          | P.d.        | M.              | B.              | P.d.            | M.                | B.                | P.d.              | M.         | B.         | P.d.       | Comp.                          | M.                             | B.                             | P.d.                           | M.        | B.        | P.d.      | M.    | B.    | P.d.  |
| 2014-2015             | CA Osasuna              | LaLiga 2              | 29          | 1           | 4           | -               | -               | -               | -                 | -                 | -                 | -          | -          | -          | -                              | -                              | -                              | -                              | -         | -         | -         | 29    | 1     | 4     |
| 2015-2016             | CA Osasuna              | LaLiga 2              | 34          | 4           | 0           | -               | -               | -               | -                 | -                 | -                 | -          | -          | -          | -                              | -                              | -                              | -                              | 4         | 3         | 1         | 38    | 7     | 1     |
| Sous-total            | Sous-total              | Sous-total            | 63          | 5           | 4           | -               | -               | -               | -                 | -                 | -                 | -          | -          | -          | -                              | -                              | -                              | -                              | 4         | 3         | 1         | 67    | 8     | 5     |
| 2016-2017             | Borussia Dortmund       | Bundesliga            | 8           | 0           | 0           | 1               | 0               | 0               | -                 | -                 | -                 | -          | -          | -          | C1                             | -                              | -                              | -                              | -         | -         | -         | 9     | 0     | 0     |
| 2017-2018             | Newcastle United (prêt) | Premier League        | 24          | 1           | 1           | 1               | 0               | 0               | -                 | -                 | -                 | -          | -          | -          | -                              | -                              | -                              | -                              | -         | -         | -         | 25    | 1     | 1     |
| 2018-2019             | Real Sociedad           | Liga                  | 29          | 3           | 5           | 3               | 1               | 0               | -                 | -                 | -                 | -          | -          | -          | -                              | -                              | -                              | -                              | -         | -         | -         | 32    | 4     | 5     |
| 2019-2020             | Real Sociedad           | Liga                  | 36          | 5           | 1           | 7               | 1               | 0               | -                 | -                 | -                 | -          | -          | -          | -                              | -                              | -                              | -                              | -         | -         | -         | 43    | 6     | 1     |
| 2020-2021             | Real Sociedad           | Liga                  | 26          | 2           | 4           | 1               | 0               | 0               | -                 | -                 | -                 | 1          | 0          | 0          | C3                             | 8                              | 0                              | 2                              | -         | -         | -         | 36    | 2     | 6     |
| 2021-2022             | Real Sociedad           | Liga                  | 34          | 3           | 4           | 3               | 0               | 0               | -                 | -                 | -                 | -          | -          | -          | C3                             | 6                              | 1                              | 0                              | -         | -         | -         | 43    | 4     | 4     |
| 2022-2023             | Real Sociedad           | Liga                  | 33          | 2           | 9           | 3               | 1               | 0               | -                 | -                 | -                 | -          | -          | -          | C3                             | 7                              | 0                              | 0                              | -         | -         | -         | 43    | 3     | 9     |
| 2023-2024             | Real Sociedad           | Liga                  | 32          | 5           | 3           | 6               | 1               | 0               | -                 | -                 | -                 | -          | -          | -          | C1                             | 7                              | 2                              | 0                              | -         | -         | -         | 45    | 8     | 3     |
| Sous-total            | Sous-total              | Sous-total            | 190         | 20          | 26          | 23              | 4               | 0               | -                 | -                 | -                 | 1          | 0          | 0          | -                              | 28                             | 3                              | 2                              | -         | -         | -         | 242   | 27    | 28    |
| 2024-2025             | Arsenal                 | Premier League        | 28          | 7           | 2           | 1               | 0               | 0               | 3                 | 0                 | 0                 | -          | -          | -          | C1                             | 12                             | 2                              | 4                              | -         | -         | -         | 44    | 9     | 6     |
| 2025-2026             | Arsenal                 | Premier League        | 1           | 0           | 0           | 0               | 0               | 0               | 0                 | 0                 | 0                 | -          | -          | -          | C1                             | 0                              | 0                              | 0                              | -         | -         | -         | 1     | 0     | 0     |
| Sous-total            | Sous-total              | Sous-total            | 29          | 7           | 2           | 1               | 0               | 0               | 3                 | 0                 | 0                 | 0          | 0          | 0          | -                              | 12                             | 2                              | 4                              | -         | -         | -         | 45    | 9     | 6     |
| Total sur la carrière | Total sur la carrière   | Total sur la carrière | 312         | 32          | 33          | 26              | 4               | 0               | 3                 | 0                 | 0                 | 1          | 0          | 0          | -                              | 39                             | 4                              | 6                              | 4         | 3         | 1         | 385   | 43    | 40    |

### En sélection nationale
| Saison                | Sélection             | Phases finales              | Phases finales | Phases finales | Phases finales | Éliminatoires | Éliminatoires | Éliminatoires | Ligue des Nations | Ligue des Nations | Ligue des Nations | Matchs amicaux | Matchs amicaux | Matchs amicaux | Total | Total | Total |
| Saison                | Sélection             | Compétition                 | M              | B              | Pd             | M             | B             | Pd            | M                 | B                 | Pd                | M              | B              | Pd             | M     | B     | Pd    |
| --------------------- | --------------------- | --------------------------- | -------------- | -------------- | -------------- | ------------- | ------------- | ------------- | ----------------- | ----------------- | ----------------- | -------------- | -------------- | -------------- | ----- | ----- | ----- |
| 2020-2021             | Espagne               | -                           | -              | -              | -              | -             | -             | -             | 5                 | 0                 | 1                 | 1              | 0              | 0              | 6     | 0     | 1     |
| 2021-2022             | Espagne               | Ligue des nations 2020-2021 | 2              | 0              | 0              | 3             | 0             | 1             | -                 | -                 | -                 | -              | -              | -              | 5     | 0     | 1     |
| 2022-2023             | Espagne               | Ligue des nations 2022-2023 | 2              | 0              | 0              | 2             | 0             | 0             | -                 | -                 | -                 | -              | -              | -              | 4     | 0     | 0     |
| 2023-2024             | Espagne               | Euro 2024                   | 7              | 1              | 0              | 4             | 1             | 2             | -                 | -                 | -                 | 2              | 0              | 0              | 13    | 2     | 2     |
| 2024-2025             | Espagne               | Ligue des nations 2024-2025 | -              | -              | -              | -             | -             | -             | 6                 | 2                 | 0                 | -              | -              | -              | 6     | 2     | 0     |
| Total sur la carrière | Total sur la carrière | Total sur la carrière       | 11             | 1              | 0              | 9             | 1             | 3             | 11                | 2                 | 1                 | 3              | 0              | 0              | 34    | 4     | 4     |

## Palmarès

### En club
- Real Sociedad :
  - Vainqueur de la Coupe d'Espagne en 2020.

### En équipe nationale
- Espagne -19 ans
  - Vainqueur du Championnat d'Europe en 2015.

- Espagne espoirs
  - Vainqueur du Championnat d'Europe en 2019.
  - Finaliste du Championnat d'Europe en 2017.

- Espagne olympique
  -  Médaillé d'argent aux Jeux olympiques en 2020

- Espagne
  - Vainqueur de la Ligue des nations en 2023
  - Vainqueur de l'Euro 2024